# H.Mookahalli, Chamarajanagar
H.Mookahalli là một làng thuộc tehsil Chamarajanagar, huyện Chamarajanagar, bang Karnataka, Ấn Độ.